# Transmission (Joy Division)
Transmission is een nummer van de Britse Postpunk groep Joy Division.
Het nummer Transmission kwam als single uit in oktober 1979. Later kwam het nummer te staan op compilatiealbums Still, Substance en Heart And Soul.
In mei 2007 behaalde het nummer de 20e positie in de lijst van de 50 Greatest Indie Anthems door muziekblad NME.

## NPO Radio 2 Top 2000
Transmission stond alleen in 2016 in de NPO Radio 2 Top 2000, op plek 1894.
Ian Curtis · Peter Hook · Stephen Morris · Bernard Sumner